# Chapareillan
Chapareillan là một xã thuộc tỉnh Isère, vùng Rhône-Alpes đông nam nước Pháp. Xã này nằm ở khu vực có độ cao trung bình 285 mét trên mực nước biển.